# Cheviot Hills
De Cheviot Hills vormen een heuvelrug gelegen aan de grens tussen Engeland en Schotland. Aan de Engelse zijde liggen de heuvels in het graafschap Northumberland, en in Schotland in de Scottish Borders. De heuvelrug is vernoemd naar de Cheviot, de hoogste van de vele heuvels die samen de keten vormen. Het Engelse deel van de Cheviot Hills ligt in het Nationaal park Northumberland.
Zowel aan de Schotse als de Engelse zijde geldt er krachtens de wet voor het publiek een allemansrecht tot vrije toegang in het gebied. Een uitzondering hierop vormt een trainingskamp van het Britse leger, Otterburn Training Area, waar jaarlijks duizenden soldaten schietlessen krijgen.

## Omschrijving en geologie
Hoewel vele van de heuvels in de keten meer dan 500 meter boven zeeniveau liggen, hebben de meeste toppen er een topografische prominentie van minder dan 150 meter vanwege het glooiende landschap. De vijf hoogste toppen liggen, op een na, volledig op Engels grondgebied. De zuidelijke zijde van de heuvelrug grenst aan de rivier Coquet.
De Cheviot Hills zijn voornamelijk overblijfsels van dode vulkanen uit het tijdperk Devoon, circa 400 miljoen jaar geleden. De heuvels werden gevormd toen de oercontinenten Avalonia en Laurentia tegen elkaar opbotsten. De daaropvolgende vulkanische activiteit leidde tot een geologische ontsluiting, omgeven door versteende lava.

## Geschiedenis
In 1388 werd op de hellingen van de heuvels de Slag bij Otterburn uitgevochten tussen de legers van Schotland en Engeland. De twee koninkrijken vochten indertijd meermaals om eigenschap van het huidige grensgebied, dat grotendeels wetteloos was. De slag werd gewonnen door de Schotten, hoewel de heuvelrug wettelijk gezien al sinds 1237 bij Engeland hoorde en ook na het gevecht niet door Schotland werd geannexeerd.
In 1911 werd 242 vierkante kilometer van het gebied door het Britse Ministerie van Defensie overgenomen. Het richtte daar de Otterburn Training Area op, waar vele Britse soldaten schietlessen krijgen. De zone onder controle van het ministerie is, op een paar uitzonderingen na, niet voor het publiek toegangelijk.